# 박현선 (아나운서)
박현선(1979년 2월 26일 ~ )은 대한민국의 KBS 전 아나운서, 방송인이다.

## 학력
- 서울대학교 기악과 피아노 학사
- 서울예술고등학교 음악과 졸업
- 예원학교 음악과 졸업

## 경력
- 2003년 : KBS 29기 공채 아나운서 (KBS원주방송국 지역근무)

## 과거 출연 프로그램
- 2004년 : KBS 1TV 《어린이 뉴스탐험》
- 2005년 : KBS 1TV 《TV비평 시청자데스크 시청자의 눈》
- 2005년 ~ 2006년 : KBS 2TV 《도전! 주부가요스타》
- KBS 2TV - 《생방송 세상의 아침》토요일
- 2005년 : KBS 1TV 《KBS 정오뉴스》
- 2007년 : KBS 2TV 《KBS 일요뉴스타임》
- 2007년 ~ 2008년 : KBS 1TV 《KBS 뉴스 12》
- 2008년 ~ 2009년 : KBS 1TV 《그 사람이 보고싶다》
- 2007년 ~ 2008년 : KBS 1TV 《카네이션 기행》
- 2010년 : KBS 1TV 《KBS 뉴스광장 토요일》
- 2010년 : KBS 1TV 《KBS 930 뉴스 토요일》
- 2011년 ~ 2012년 : KBS 2TV 《TV 특강》

### 방송 출연
- 2004년 : KBS1 《아침마당》 - (KBS 여자 아나운서 특집)